# Falungung
Falun Gong, tudi Falun Dafa, je kitajsko duhovno gibanje, temelječe na qigongu. Gibanje je leta 1992 začel Li Hongdži na severovzhodu Kitajske. Leta 1999 je po nekaterih ocenah gibanje štelo med 70 in 100 milijonov pripadnikov. 20. julija 1999 je kitajska oblast Falun Gong prepovedala.